# Haimo L. Handl
Pour les articles homonymes, voir Handl.
Haimo Leopold Handl (15 septembre 1948 à Feldkirch, Vorarlberg) - 24 mai 2019 à  Mistelbach) est un politologue, éditeur, artiste et écrivain autrichien.

## Biographie
Haimo L. Handl étudia la science politique à Vienne et fit son doctorat en édition et science de la communication à l'Université de Vienne. Il travailla comme consultant, manager de projets et de qualité. Entre 1982 et 2003 il enseigna aux instituts de science de la communication et de politologie à l'Université de Vienne.
Entre 1997 et 2009 il édita la revue en ligne Zitig d'une orientation politique et culturelle. En tant que rédacteur de la revue Kultur-Online il publie des commentaires hebdomadaires et des essais sur la culture et la littérature. Handl initia l'association « Gleichgewicht » [« Équilibre »] qui exerce des activités culturelles et internationales.
En 2008, Handl fonda la maison d'édition de littérature Driesch qui publie surtout les œuvres d'auteurs autrichiens ou résidant en Autriche, mais aussi des traductions des langues de l'Europe de l'Est. Depuis 2010, la maison édite la revue de littérature Driesch qui présente des textes en prose, de la poésie et des essais en allemand ainsi que des contributions bilingues. En outre, la revue présente des critiques littéraires et de photographies artistiques.
Haimo L. Handl vit à Vienne et à Drösing en Basse Autriche. En tant qu'artiste il travaille avec des objets et des installations. Il est membre de l'association d'écrivains d'Autriche Grazer Autorenversammlung et du cénacle Podium.

## Publications

### Monographies
- Die gerettete Botschaft. Katalog zur Ausstellung. Vienne 1985
- Fachinformations-Führer 10: Entwicklungsländer. (Avec Gerda Kramer), Vienne 1986
- Die Abwesenheit. Katalog zur Ausstellung. Vienne 1988
- Nachtschatten, livre numérique. CD & Booklet, Vienne 2005
- Schauhör,  commentaires sur des affaires culturelles, Vienne 2007
- es war hell geworden. Ein Dialog zwischen einer älteren Frau und einem älteren Mann in Hiroshima am 6. August 1945. Drösing 2009
- drinnen & draussen, prose courte, Drösing 2010

### Comme éditeur
- Werbung: Rollenklischee - Produktkultur - Zeichencharakter. Reihe Angewandte Semiotik, vol. 4, Vienne 1985
- War Texts Vienne 2005
- Grenzschreiben - Psaní na hranici - Hranicné písanie, prose et poésie (allemand - tchèque - slovaque), Driesch Verlag, Drösing 2008